# Улица Фучика (Мелитополь)
Улица Фучика (укр. Вулиця Фучіка) — улица Мелитополя, идущая от улицы Героев Украины до улицы Шмидта. Параллельна и примерно одинакова по длине с улицей 8 Марта. Состоит преимущественно из частного сектора, за исключением одного девятиэтажного дома (ул. Фучика, 35). Покрытие грунтовое.

## Название
Улица названа в честь Юлиуса Фучика (1903—1943) — чехословацкого журналиста и активиста коммунистической партии, которая в то время ещё не была правящей.

## История
До 21 октября 1965 года считалась частью улицы Чичерина (ныне Александра Чигрина). В тот же день переулок 2-й Чичерина был переименован в переулок Фучика.

## Галерея

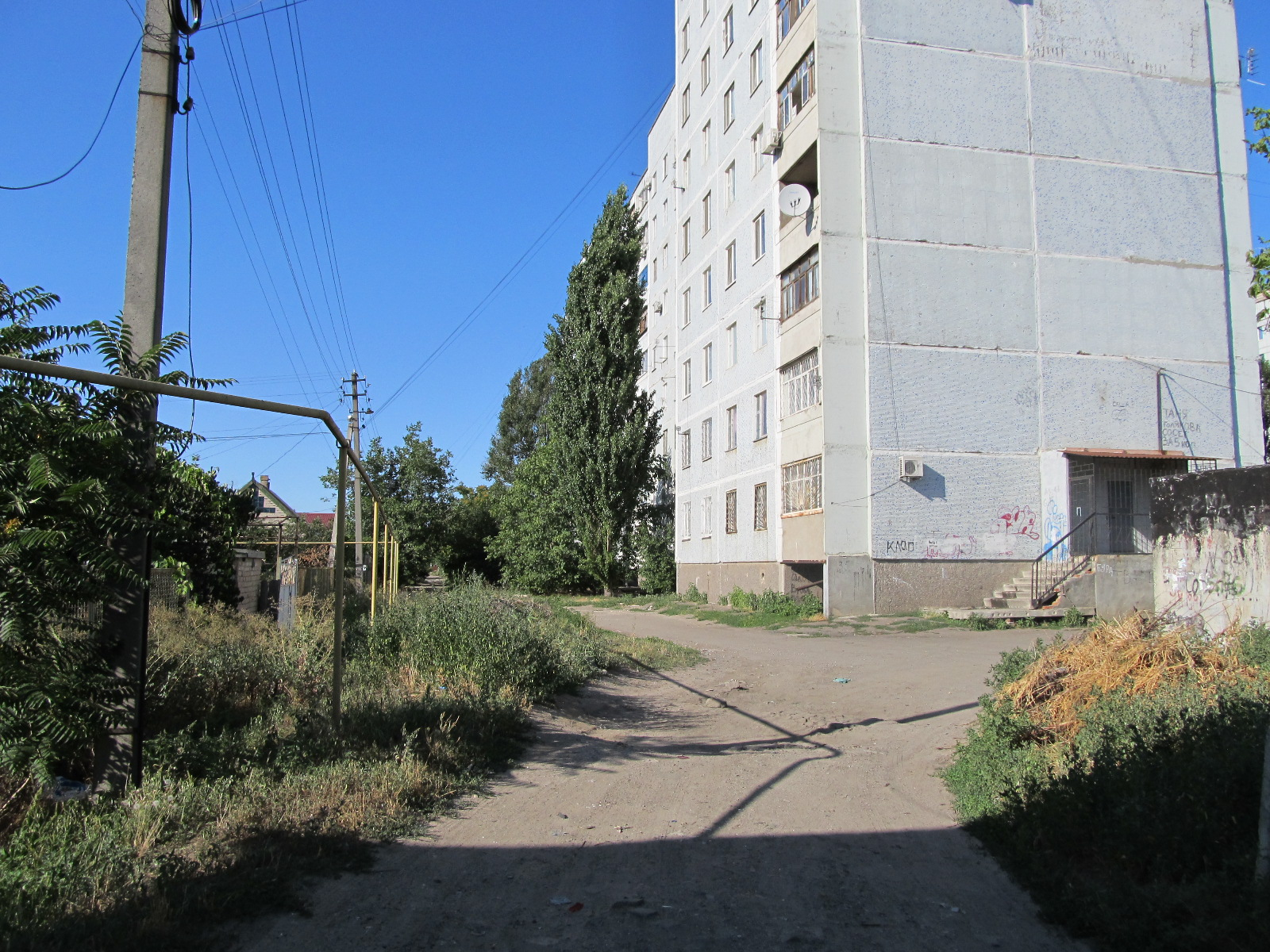
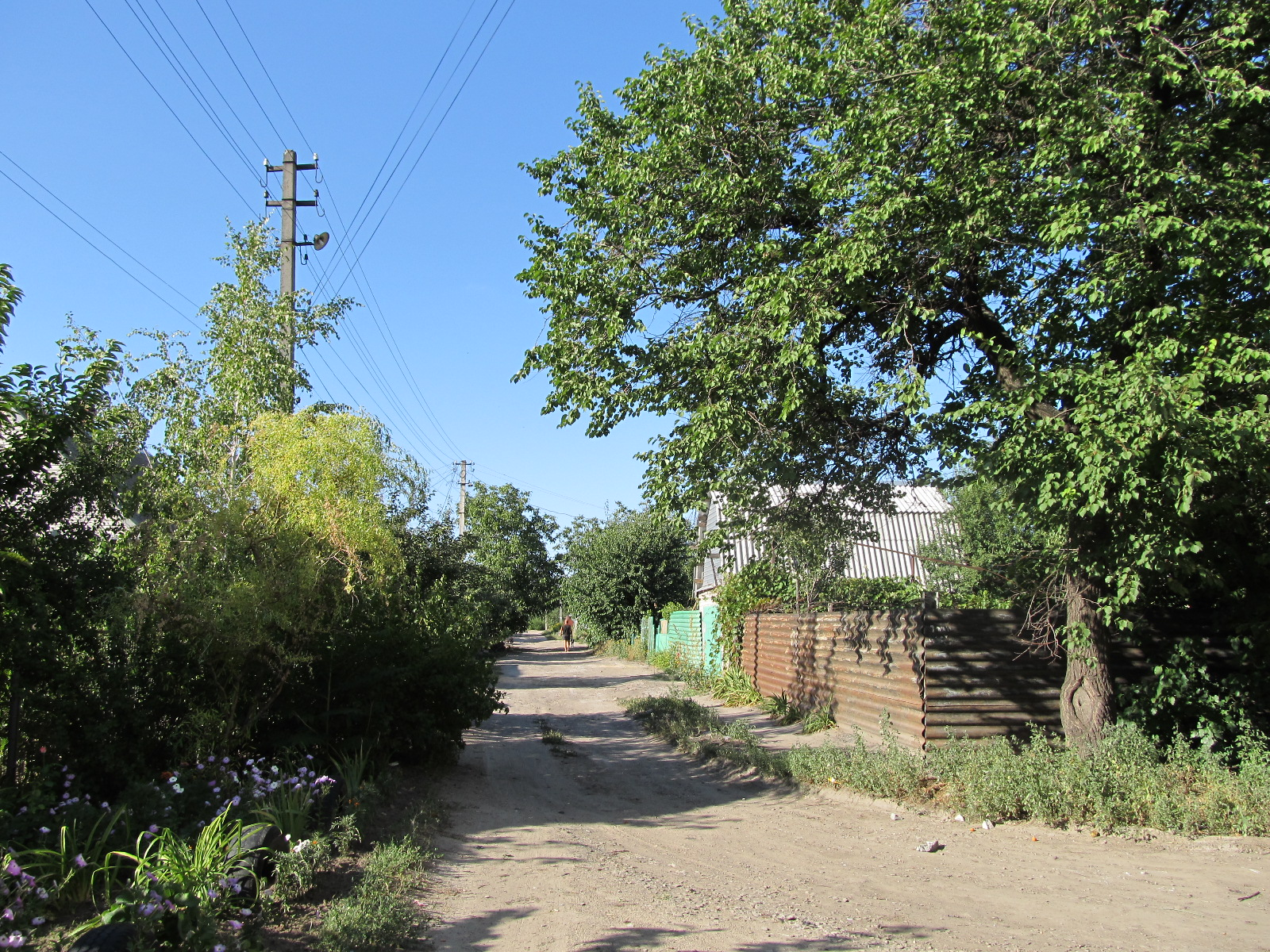
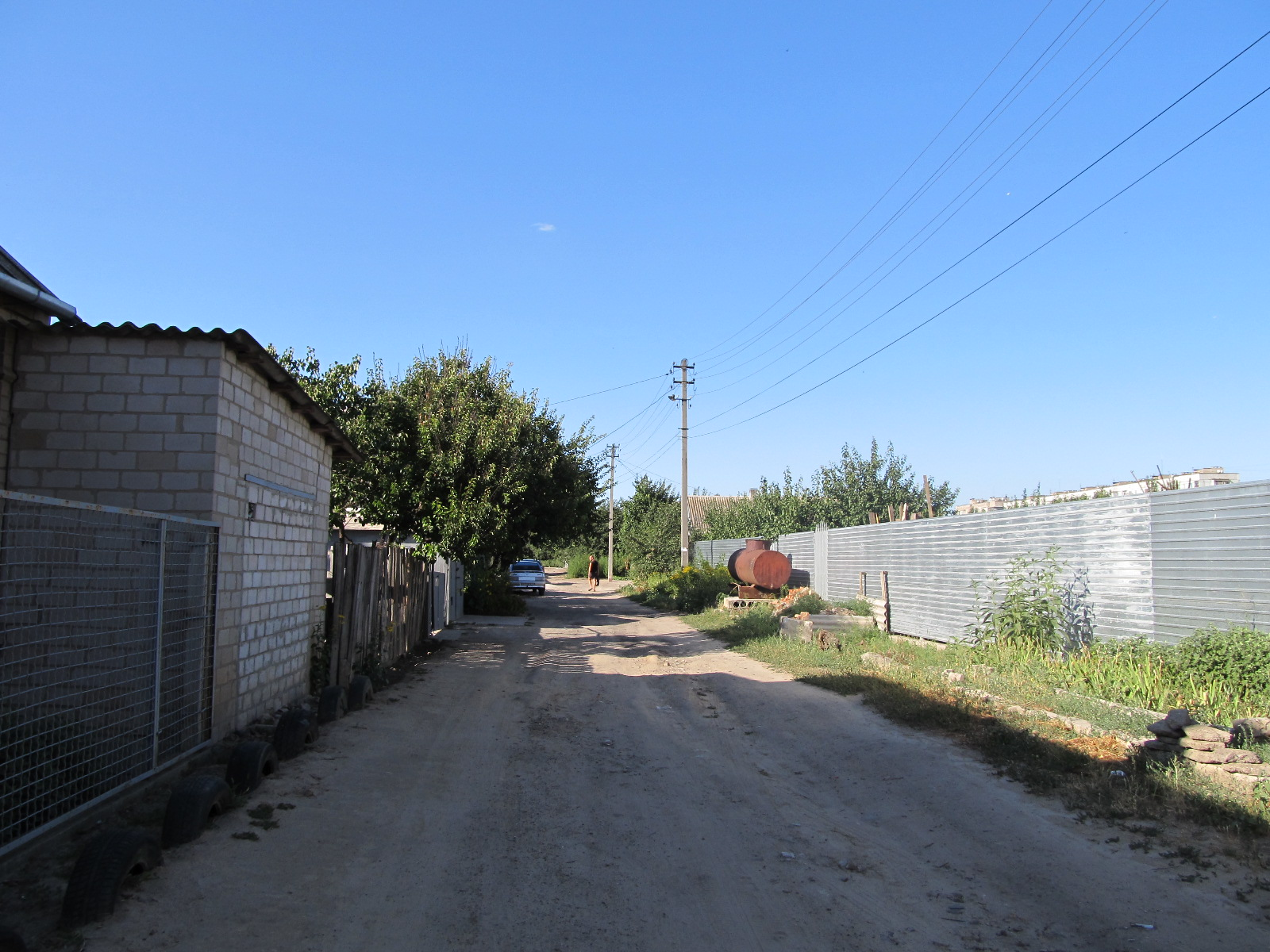
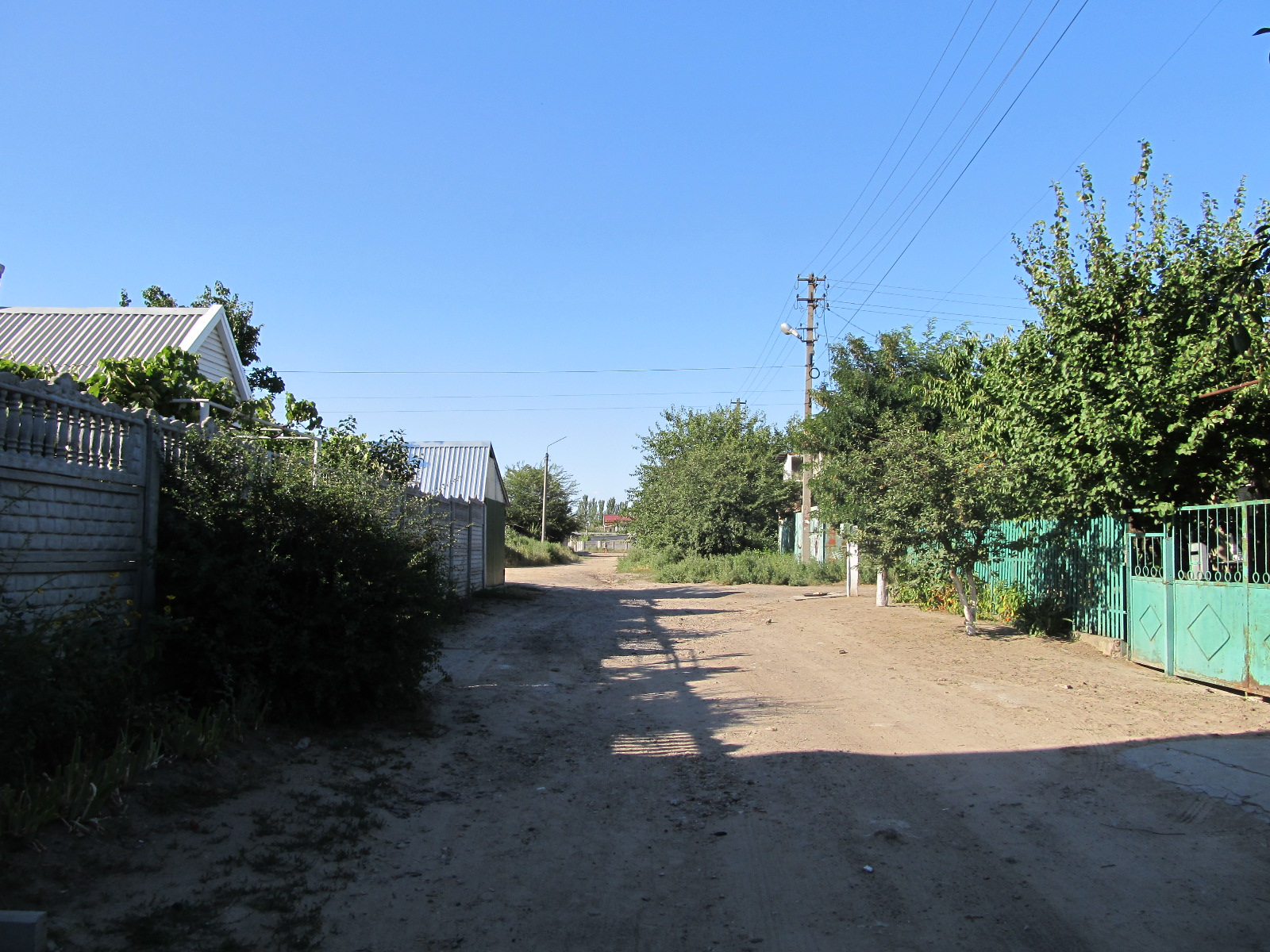